# Xã Otter Creek, Quận Ripley, Indiana
Xã Otter Creek (tiếng Anh: Otter Creek Township) là một xã thuộc quận Ripley, tiểu bang Indiana, Hoa Kỳ. Năm 2010, dân số của xã này là 1.410 người.